# Al-Mawardi
Abu al-Hasan Ali Ibn Muhammad Ibn Habib al-Mawardi ( أبو الحسن علي بن محمد بن حبيب البصري الماوردي ), conocido en latín como Alboacen (972-1058), fue un jurista musulmán de la escuela Shafi'i, recordado por sus trabajos sobre religión, gobierno del califato y derecho público y constitucional durante una época de agitación política. Fue nombrado como juez principal de varios distritos jorasaníes cercanos a Nishapur y Bagdad; también sirvió como diplomático para los califas Abasidas Al-Qa'im y al-Qadir en negociaciones con los emires Buyíes. Un símbolo de sus contribuciones en este campo es recordado en su tratado de Las ordenanzas de gobierno, que proporcionan una definición detallada de las funciones del gobierno califal, que bajo los buyíes era más bien indefinidas y ambiguas.

## Biografía
Al-Mawardi nació en Basora en 972. El historiador al-Khatib al-Baghdadi (m. 1072) menciona a su padre como vendedor de agua de rosas. Cuando creció fue capaz de aprender la Fiqh (jurisprudencia islámica) de Abu al-Wahid al-Simari, y fijó su residencia en Bagdad. Mientras que Basora y Bagdad eran centros de la escuela de pensamiento Mu'tazili, al-Subki (m. 1355), el mayor jurista ortodoxo Shafi'i , condenaría más tarde a al-Mawardi por sus simpatías mutazilíes. Otras anécdotas biográficas recuerdan a  al-Mawardi como un hombre humilde, elocuente y entusiasta en su discurso. Independientemente de polémicas teológicas, al-Mawardi fue una figura de perfil alto.
Eventualmente fue nombrado jefe de los cadíes de Bagdad, y posteriormente se encargó de responsabilidades varias en nombre del Califato: En cuatro ocasiones sirvió como diplomático del califa al-Qa'im (1031, 1037, 1042 y 1043), y también el sucesor al-Qadir le encargó la negociación diplomática con los emires buyíes, y la tarea de escribir el tratado de las Ordenanzas del gobierno.
Al-Mawardi murió a edad avanzada en Bagdad el 27 de mayo de 1058

## Obras
- Al-Ahkam al-Sultania w'al-Wilayat al-Diniyya (Las ordenanzas del gobierno)
- Qanun al-Wazarah (Leyes realtivas a los ministros)
- Kitab Nasihat al-Mulk (El libro de sincero asesoramiento a los gobernantes)
- Kitab Aadab al-Dunya w'al-Din (La Ética de la Religión y de este mundo)
- Personas de la Profecía